# Type-Zero
Type-Zero（タイプ ゼロ）は、タイトーが1998年に開発したアーケードゲーム基板である。当時、セガが先行していた MODEL3 の上をゆく性能を持つ事を目標に、開発された。Main CPUが同じPowerPC 603系である事や、4角ポリゴンを直接処理できる事など、MODEL3を意識した仕様である事が窺える。

## 仕様
- Main CPU - PowerPC 603e
- Sub CPU - 東芝 TMP95C063F
- GPU - TCG020AGP。会津大学と共同研究・開発された、固定機能エンジン。約100万ゲートの論理素子から成る、セミカスタムのASICとして実装されている。
  - パースペクティブコレクションを伴うテクスチャマップ
  - バイリニアフィルタのテクセルフェッチ
  - 半透明処理
  - 単一平行光源によるフォンシェーディング
    - グーローシェーディングが主流だった当時では、画期的な機能だった。シェーディング時の演算要素は、拡散反射光・鏡面反射光・自発光・環境光。

  - 疑似球面環境マッピング
  - バンプマッピング
  - 4角ポリゴン演算
    - 3角に分解せず、直接処理する機能。OpenGLの仕様を踏襲した物。

  - フォギング
- RAM - 32 MB
- 補助記憶装置 - HDD 6GB
- PC等に使われる市販の物であり、EEP-ROMや光磁気ディスクが主流だった当時では、画期的な選択だった。
- 基板間通信規格 - IEEE 1394

## 対応ゲーム
- バトルギア
- バトルギア2
- 電車でGO!3通勤編
- パワーショベルに乗ろう!!
- ランディングハイジャパン
- スタントタイフーン
- スタントタイフーン＋
- ライジンピンポン
- がんばれ運転士!!